# 크라운 하이츠 (영화)
《크라운 하이츠》(영어: Crown Heights)는 2017년 개봉한 전기 범죄 드라마 영화이다. 맷 러스킨이 연출과 각본을 맡았다. 아이라 글래스가 진행을 맡은 시카고 퍼블릭 미디어 인기 라디오 프로그램 "디스 아메리칸 라이프"의 콜린 워너 편에 바탕을 두었다. 러키스 스탠필드가 무고하게 살인죄로 무기징역형을 받은 콜린 워너 역으로, 남디 아섬와가 그를 구명하기 위해 백방으로 노력하는 친구 칼 킹 역으로 출연한다.
2017년 1월 23일 제33회 선댄스 영화제 경쟁 부문에서 처음 공개되었으며, 미국 드라마 영화 부문 관객상을 수상하였다. 2017년 8월 18일 아마존 MGM 스튜디오와 IFC 필름스를 통해 개봉했다.

## 출연
- 러키스 스탠필드 - 콜린 워너 역
- 남디 아섬와 - 칼 킹, 콜린의 절친 역
- 네스터 카보넬 - 브루스 리건스트레이치 역
- 벵가 아키나베 - 샘프슨 역
- 세라 골드버그 - 셜리 로버디 역
- 조시 파이스 - 마페오 지방 검사 역
- 론 캐나다 - 마시 판사 역
- 잭 그레니에이 - 커셀 형사 역
- 율 바스케스 - 러펠로 경무총장 역
- 스카일런 브룩스 - 토머스 역
- 빌 캠프 - 윌리엄 로버디 역
- 브라이언 타이리 헨리 - 마섭 역
- 제임스 치코니